# Reichenwalde
Reichenwalde är en kommun och ort i Landkreis Oder-Spree i förbundslandet Brandenburg i Tyskland. 
Kommunen ingår i det administrativa kommunalförbundet Amt Scharmützelsee, där även kommunerna Bad Saarow, Diensdorf-Radlow, Langewahl och Wendisch Rietz ingår.